# Ane (Zeichner)
Ane (eigentlich: Aribert Neßlinger oder Aribert Nesslinger; * 12. September 1924 in Kowno, Litauen) ist ein deutscher Zeichner und Karikaturist.

## Leben
Aribert Neßlingers Mutter war Russin, sein Vater stammte aus Ostpreußen. Seine Eltern lebten zunächst in Kowno (Litauen) und zogen später nach Königsberg, wo Neßlinger Ende der 1930er Jahre das Stadtgymnasium Altstadt-Kneiphof besuchte. Seit 1939 lebte die Familie in Berlin. Von 1942 bis zum Ende des Zweiten Weltkriegs 1945 war Neßlinger Infanterist in der Sowjetunion und kam bei Kriegsende für fünf Jahre in sowjetische Kriegsgefangenschaft.
Nach seiner Entlassung 1950 absolvierte er eine Ausbildung zum Zeichner am Privatinstitut für Pressezeichnen A. S. Skid  in Berlin-Halensee. Aus dieser Schule sind auch Erich Schmitt, Richard Hambach und Harri Parschau hervorgegangen.
Neßlingers Zeichnungen erschienen in der West-Berliner und westdeutschen Presse, unter anderem bei Bunte, Welt am Sonntag, Hörzu und Berliner Zeitung. Seit 1959 war er ständiger Karikaturist beim Abend mit seiner täglichen Kolumne „… und so sieht’s Ane“. Neun Jahre lang lief seine Comic-Folge „Pitter“ in der Neuen Illustrierten.
Neßlinger schuf aktuelle, zeitkritische, humoristische Karikaturen sowie Werbekarikaturen. Wie sein Freund und Zeichnerkollege Hans Joachim Stenzel gehörte er in den 1960er und 1970er Jahren zu den bekannten und populären „Männekin“-Zeichnern in West-Berlin. Ende der 1960er Jahre spielte Neßlinger in drei kurzen Spielfilmen des Berliner Kameramanns Herbert Ernst die Hauptrolle.

## Veröffentlichungen
- Pitters Abenteuer, Tomus Verlag, München, 1962
- Berlin zum Lachen – 58 Karikaturen, Berlin, 1976
- Berlin ssum Piep’n, Stapp Verlag, Berlin, 1979